# 日産・マーチ
マーチ（MARCH）は、日産自動車が生産・販売しているハッチバック型のコンパクトカーである。日本国内では1982年から2022年まで販売された。

## 概要
登場当時、日産自動車のラインナップで空白となっていた1000cc Bセグメントを埋める小型車（リッターカー）として開発された。日欧両市場での販売を視野に入れており、欧州などいくつかの地域では「マイクラ」（Micra）の名で販売されている。
2代目モデルは日欧でカー・オブ・ザ・イヤーを同時受賞するなど、高い評価を受けた。
2017年に発売された5代目モデルは日本市場には導入されず、従来の4代目モデルが継続販売されていたが、2022年8月末をもって日本国内での販売を終了しモデル廃止となった。
欧州の5代目「マイクラ」は2023年7月に販売を終了した。2024年5月現在、メキシコで4代目モデルが「マーチ」として販売されている。
日本車としては珍しく、フルモデルチェンジのスパンがかなり長かった（約10年）。安価な車種でありながらワンメイクレース「マーチカップ」が行われるなど、モータースポーツへのエントリーモデルとしての一面も持っていた。 

## 初代 K10型（1982年 - 1992年）

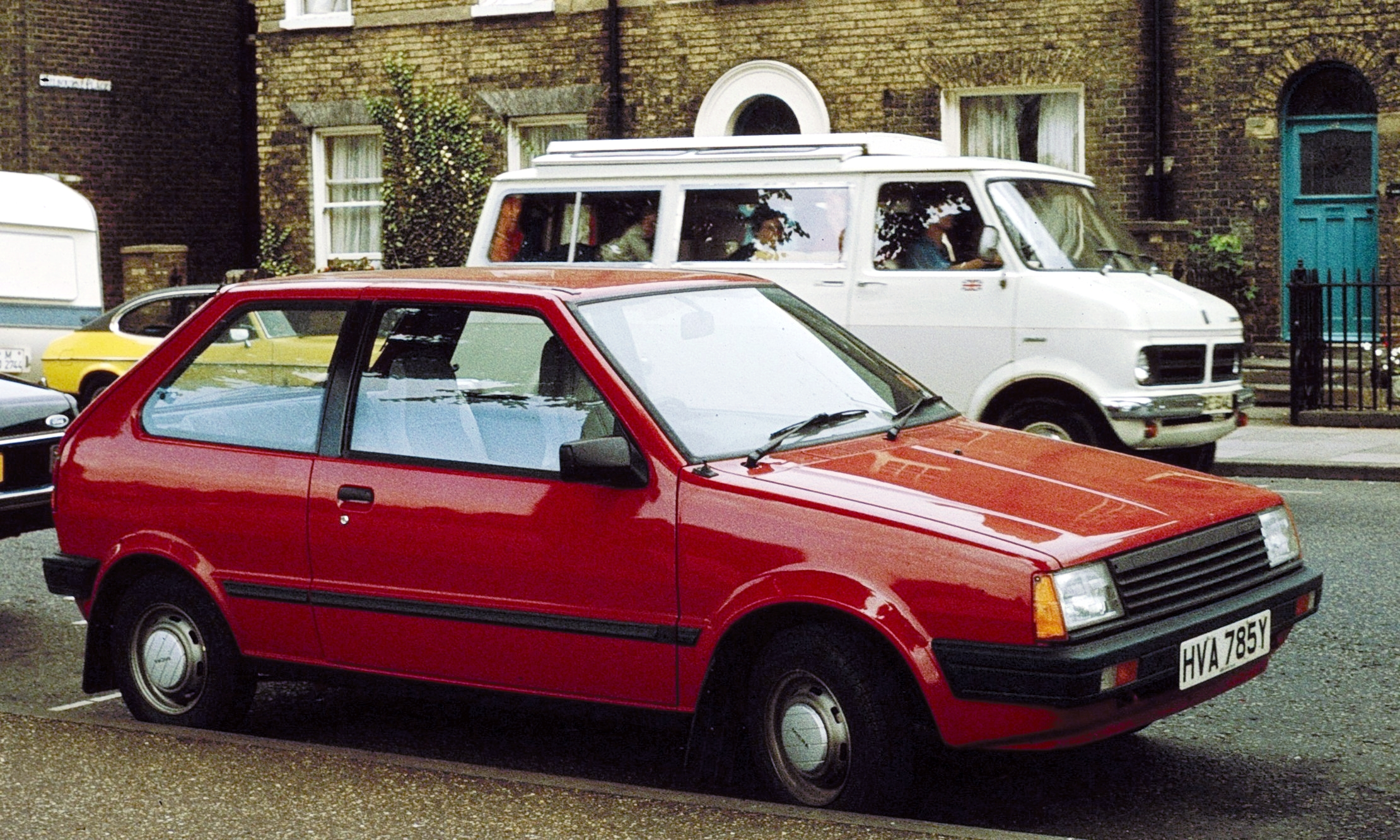
初代 3ドア

1981年10月に開催された第24回東京モーターショーに「NX-018」の名で参考出品。長期に渡るプレキャンペーンが展開され、一般公募により「マーチ」という車名が決定された後、1982年10月に発売された。

## 2代目 K11型（1992年 - 2002年）

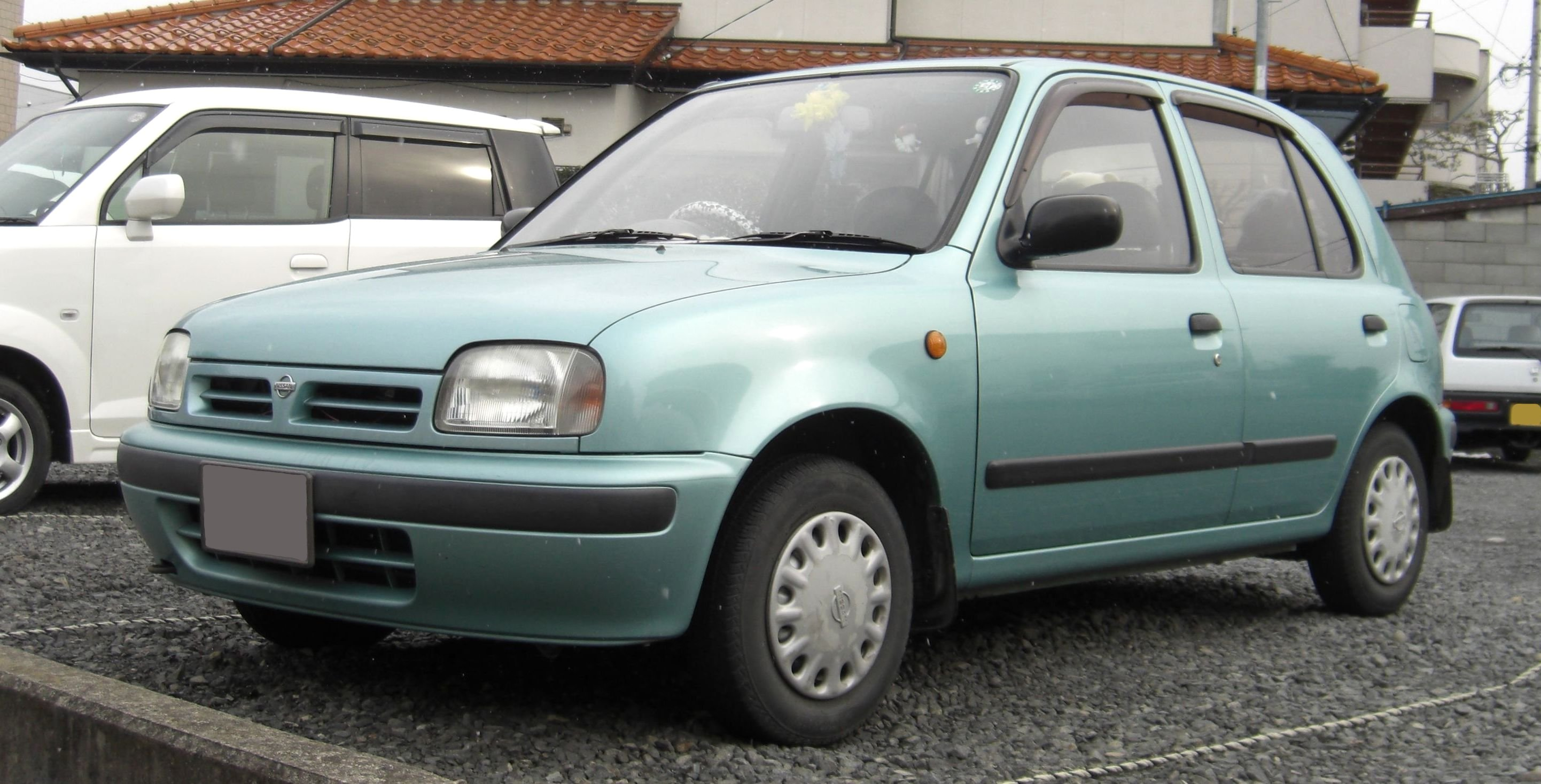
2代目 5ドア

1992年1月、初のモデルチェンジを受けて2代目に移行する。ボディ形式は初代に引き続き3ドアと5ドアのハッチバック型、後期型にはワゴン型「マーチBOX」やオープンモデルの「マーチカブリオレ」もラインナップされていた。
1998年には派生モデルとして、初代・Z10型キューブが生まれている。

## 3代目 K12型（2002年 - 2010年）

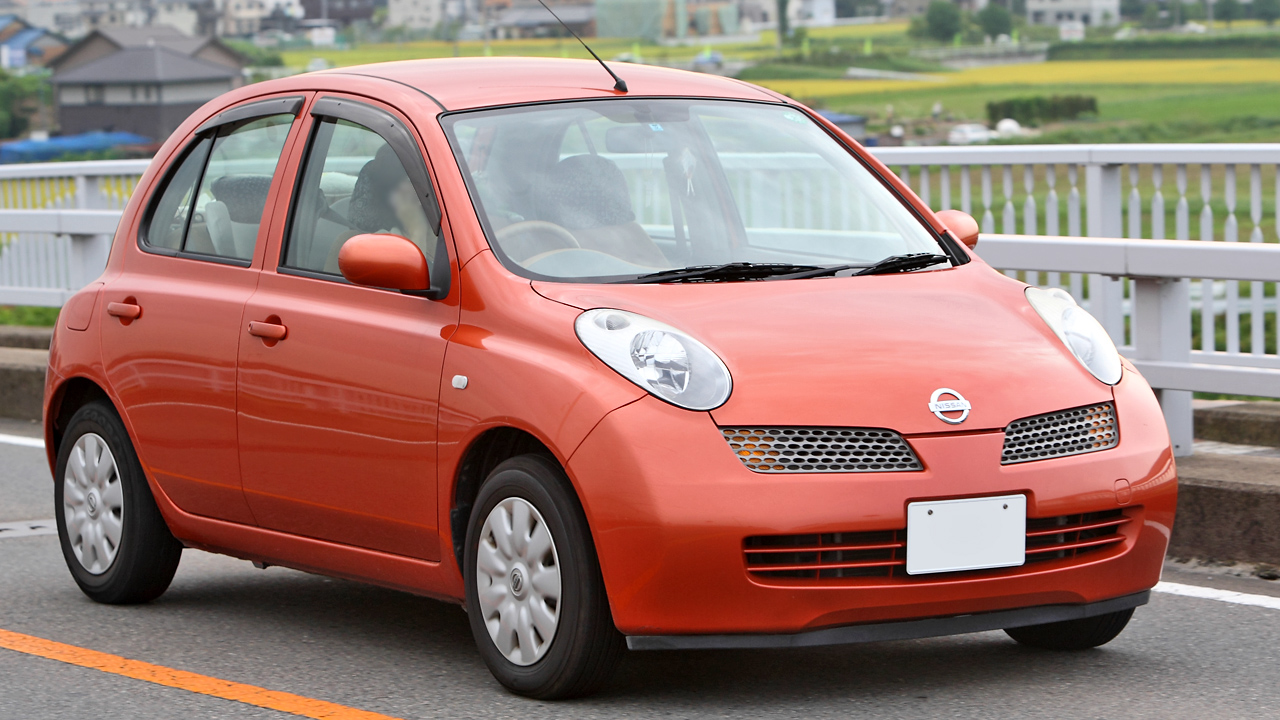
3代目 5ドア

2002年2月、2度目のフルモデルチェンジを受ける。生産は引き続き追浜工場で行われ、コンセプトは変わらず3ドアと5ドアのハッチバックのリッターカーであったが、日本市場では、2003年夏には1Lエンジンのグレードが消え、2005年のマイナーチェンジを機に、3ドアモデルは廃止された。欧州市場向けは英国日産自動車製造での生産となり、クーペカブリオレの「マイクラC+C」も発売され、日本にも2007年7月に導入され1,500台が限定販売されている。
3代目は日産の経営を立て直したカルロス・ゴーンがCEO着任後、初めて開発された車種である。当初2000年の発売を目指し開発が進んでいたが、ルノーとプラットフォームの共通化のため発売が大幅に遅れたといわれている。
技術面ではルノーと共同開発したプラットフォームに共通化されたが、これに伴って、給油口がこれまでの日産FF車の定位置であった左側からBプラットフォーム標準の右側に変更された駆動方式は従来のFFに加え、電動式四輪駆動「e-4WD」も用意された。2代目の特徴の一つであったCVTは、供給していた富士重工業（現・SUBARU）が日産の傘下から離れ、供給を受けられなくなった関係上、発売当初は搭載されていなかったが、2005年のマイナーチェンジを機に1.5LのHR型エンジン+CVT搭載のモデルが復活した。
さらに、オーテックジャパン（現：日産モータースポーツ&カスタマイズ）の手によって開発された「マーチ12SR」および「マーチ15SR-A」がスポーツモデルとして設定された。NISMO（現：日産モータースポーツ&カスタマイズ）からはワンメイクレースのためのコンプリートカー「マーチカップカー」が発売された。

## 4代目 K13型系（2010年 - 2022年）

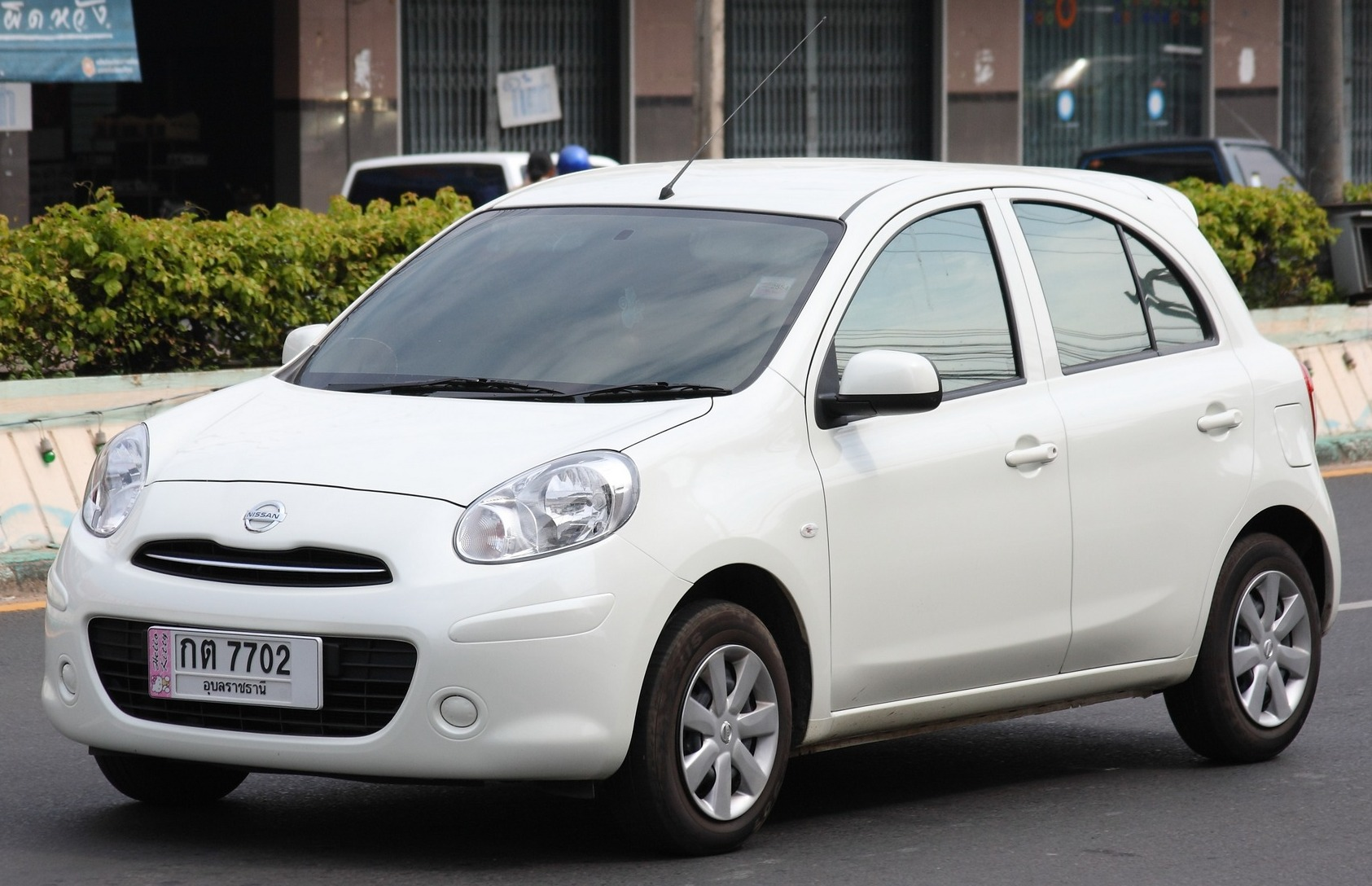
4代目 フェイスリフト前

2010年7月におよそ8年半ぶり、3度目のフルモデルチェンジを受ける。これ以降、マーチはボディタイプを全車5ドアハッチバックのコンパクトカーへ統一している。加えて今回は日本国内での生産はなくアジアやラテンアメリカといった、海外にある工場での生産となる。日本仕様は追浜工場製からタイ日産（旧：サイアム日産オートモービル）製に変更された。また、給油口はプラットフォームの変更によって再び慣例的な左側に戻されている。
2013年6月改良型では新たにジュークやZ34型フェアレディZに続くプレミアムスポーツバージョン（実質的にコンプリートカー扱い）である「NISMO」を設定することが発表された。
2016年に発表された5代目モデルは日本へは導入されず、4代目モデルが継続して販売されていた。しかし、日本国内では税金の安価な軽トールワゴンと競合するようになり、晩年は販売不振が顕著になったことから、2022年8月末にタイでの日本向けの生産を終了して順次販売を終了することで、日本での40年の歴史に幕を閉じた。日本市場の小型車については日産・ノートに経営資源を振り向ける。

## 5代目 K14型（欧州仕様マイクラ、2017年 - 2023年）
欧州市場をターゲットに開発されており、ボディの長さを特徴付ける、Vモーショングリルからリアエンドに続くキャラクターラインを採用。全高は-55mm、全幅は+77mm、全長は+174mm、ホイールベースは+75mmと其々縮小、拡大した。特に全幅は日本における小型自動車（5ナンバー）枠を超過するサイズにまで拡大され、室内空間もクラストップレベルを実現。プラットフォームは先代のVプラットフォームを改良し、採用。エンジンはダウンサイズを施したHR09DET型900cc直3ガソリンターボ90PS、K9K型1,500cc直4ディーゼル90PSの2機種。トランスミッションは全車5速MTのみ。安全装備も全車充実し、「ニッサンインテリジェントドライビング」を体現。なお、日本市場へは導入されない。
カルロス・ゴーンは「30年以上前にデビューした初代『マイクラ』の登場は小型ハッチバックセグメントにおける革命であり、日産にとって新たな歴史の幕開けでした。5代目となる『マイクラ』は、初代と同様に革新的であり、ハッチバックがお客さまに何を齎す事が出来るのか、何を齎すべきなのかという期待を高めてくれるクルマです。『キャシュカイ』や『ジューク』等の特徴的なモデルに引き続き、新しい『マイクラ Gen5』も、自動車デザインにおけるリーダーという日産のポジションを確固たる物にします。また、このクルマは、世界中のBセグメントの中で最も台数規模が大きく、最も競争が激しい欧州の同セグメントでトップになるという私たちの意志の表れです」と語った。

### デザイン
デザインは、2015年3月3日にジュネーブモーターショー2015にて公開されたコンセプトカー「スウェイ」を再現した物となり、シグネチャーデザインキューによりエモーショナルな印象に仕上げられ、最新のデザインランゲージを体現。Vモーショングリルの他、ブーメラン型ランプ、フローティングルーフ等も採用。Cピラーに隠れるリアドアハンドル及びスポイラーにまで続くルーフラインの採用により、空力性能とスタイルを両立。
車体色は「エナジーオレンジ」等10色の鮮やかな色を設定。内外装のパーソナライゼーション用オプションにより、125種のバリエーションを選択可能。

### 安全装備・快適装備
快適性に重点を置き、ドライビングポジションを低く取る事により安心感のあるハンドリングが可能。シートスライドは可動域を拡大し、ステアリング、ペダル及びシフトレバーの位置を最適化した。「グライディングウィング」形状のダッシュボードも広々感を演出。
欧州市場におけるBセグメントでは初採用となる車線逸脱防止支援システムや欧州市場における日産車では初採用となる歩行者認識機能付インテリジェントエマージェンシーブレーキを搭載。その他、インテリジェントアラウンドビューモニター、標識検知機能、ハイビームアシスト、ブラインドスポットワーニング等も搭載。これらの先進安全装備は、自動運転の要素技術でもある。
ボーズと共同開発されたBose®Personal®サウンドシステム（6スピーカー）も搭載。運転席ヘッドレストにBose UltraNearfield™スピーカー2個を搭載し、Bose PersonalSpace™ヴァーチャルオーディオテクノロジーと組み合わせ、運転者向けに最適化。この他、フロントドアに低音性能を発揮するBose Super65スピーカー、Aピラー左右にクリア性能を発揮するツイーターも搭載。7インチフルカラーセンターディスプレイを搭載し、オーディオシステム、カーナビゲーション、携帯電話、Apple CarPlayを経由し、アプリケーションやSiriの音声コントロールを利用可能。
快適な乗り心地を実現するアクティブライドコントロール及びアンダーステアの低減により軽快なハンドリングをサポートするアクティブトレースコントロールを搭載。両システム共に欧州市場における「キャシュカイ」及び「エクストレイル」にも採用される。ブラシレス電動パワーステアリングシステムも搭載し、ステアリングフィールとレスポンスを向上。
室内空間のノイズ低減にま注力し、その一環として、高性能な遮音材を採用し、空力性能の最適化を図った。ルーフスポイラーとサイドスポイラーを一体化した事も空力性能の最適化に貢献。ハッチバック車ではトップレベルとなるCd値0.29を達成。

### 年表
2016年9月29日
フランス共和国パリにて開催された「パリモーターショー2016」にて新型「マイクラ Gen5」を世界初公開。
2017年1月12日
ルノーのフラン工場にて生産開始。
2017年3月
欧州市場にて発売。
2017年5月22日
BR10DE型1,000cc直3ガソリンターボ自然吸気71PSの追加設定を発表。環境性能は欧州複合モード燃費21.74km/L、CO2排出量103g/kmと優れる。入門グレードに設定し、販売台数の約2割を占めると見込まれる。
2018年6月
南アフリカで発売。エンジンは0.9Lガソリンターボのみを設定。当初は先代のK13型系と併売されていた。
2019年1月28日
新開発エンジンを発表。HRA0DET型1.0L・3気筒ターボの「IG-T」100PS（トランスミッションの違いで2種）、およびHR10DDT型1.0L・3気筒ターボの「DIG-T」117PS。GT-Rに使われた「ミラーボアコーティング」技術を採用している。トランスミッションは「IG-T」には5MTに加えこれまで設定のなかったCVTが追加された。また「DIG-T」には6MTが組み合わされる。引き換えに0.9Lターボはラインナップから落とされた。この時点では1.0L NAと1.5Lディーゼルは残ったが、2020年5月時点で両者は選択できなくなっている。
2019年11月
南アフリカでも「DIG-T」を追加設定（84 kW仕様）。
2020年11月26日
欧州向けの2021年モデルを発表。グレード体系を変更し、内外をスポーティに仕立てた「N-Sport」を新設定したほか、安全装備やコネクティビティを充実させた。またエンジンはユーロ6d排出ガス基準適合の3気筒ガソリンターボ1.0 L・92 PSに絞られ、5MTまたはCVTを組み合わせる。
2022年8月
南アフリカでの販売を終了した。
2022年12月
フラン工場における生産を終了。2023年7月、欧州での販売を終了。
後継となる新型は登場しておらず、欧州におけるマイクラの販売はいったんここで途切れることとなった。日産は2022年1月に、欧州マイクラの後継車としてコンパクトEVを投入すると発表したが、車名等は「今後発表する」とされていた。

## 6代目（欧州仕様マイクラ、2025年 -）
2025年5月21日
欧州向け6代目マイクラが発表された。
6代目はEV専用車種へ転換され、5ドアのみの設定。2025年後半に発売する予定であることがアナウンスされた。

## 車名の由来
「マーチ」 (MARCH) は、英語で「行進」「行進曲」「3月」の意味を持つ。
同社のサニーと同じように一般公募を行い、加えて著名人を審査委員として選考した。公募の基準は「新型車の思想を反映したもの」「商標権上問題の無いもの」「発音しやすく覚えやすい」であった。応募総数は565万1318通で、多かった名前は第1位「ポニー」(118,820通)、第2位「フレンド」(54,152通)、第3位「ラブリー」(42,929通)、第4位「シャトル」(40,304通)、第5位「スニーカー」(30,628通)であった。しかし、審査員を務めた岡本太郎、坂本九、石原裕次郎、王貞治などの有名・著名人の多くが第164位の「マーチ」(4,065通)に投票し、結果的に「マーチ」が採用された。
欧州ではレーシングコンストラクターであるマーチ・エンジニアリングとの混同を避けるため、「マイクラ」 (Micra) の車名で販売された。これは英語でごく小さな長さの単位であるMicron（ミクロン）の複数形である。